# Das Versprechen eines Lebens
Das Versprechen eines Lebens (Originaltitel: The Water Diviner, zu deutsch Der Wünschelrutengänger) ist ein australisch-US-amerikanisches Historiendrama aus dem Jahr 2014. Russell Crowe ist Regisseur und zugleich Hauptdarsteller. Die Erstaufführung fand am 26. Dezember 2014 in Australien und Neuseeland statt. In Deutschland lief er am 7. Mai 2015 in den Kinos an.

## Handlung
Während des Ersten Weltkrieges rücken türkische Soldaten am Ende der Schlacht von Gallipoli Ende 1915 gegen von australischen Soldaten aufgegebene Stellungen vor.
Rückblick: Der australische Farmer und Wasser Wahrsager Joshua Connor lebt mit seiner Frau und seinen drei Söhnen in Nordwest-Victoria. Kurz nach Ausbruch des Ersten Weltkrieges melden sich seine drei Söhne zur Armee.
Vier Jahre später: Connor und seine Frau Eliza trauern um ihre Söhne, die alle drei als gefallen bei Gallipoli gemeldet wurden. Nach dem Suizid der verzweifelten Eliza entschließt sich Connor, in die Türkei nach Gallipoli zu reisen. Mithilfe seiner Wünschelruten-Erfahrung will er die Gräber seiner Söhne finden.
In der Türkei wird ihm von den britischen Besatzungstruppen der Zutritt zum Schlachtfeld von Gallipoli verweigert. Doch Ayse, eine türkische Kriegswitwe, ermutigt ihn und hilft ihm, doch noch nach Gallipoli zu gelangen. Dort findet er die Gräber von zweien seiner Söhne. Connor freundet sich mit dem türkischen Major Hasan und Unteroffizier Cemal an, die beide bei den Kampfhandlungen bei Gallipoli dabei waren. Einer der beiden findet heraus, dass Connors ältester Sohn Arthur gefangen genommen wurde und möglicherweise im Süden Anatoliens in einem Gefangenenlager noch am Leben ist.
Zurück in Istanbul wird Connor von den Briten aufgefordert, das Land umgehend zu verlassen. Connor findet heraus, dass Major Hasan und Cemal zu einem Freikorps im türkischen Befreiungskrieg unter Mustafa Kemal Pascha gehören. Connor, der von den Türken inzwischen in Anspielung auf das Akronym der australisch-neuseeländischen Truppen Mr. Anzac genannt wird, macht sich mit Hasan, Cemal und anderen auf den Weg Richtung Ankara. Auf dem Weg liegt das ehemalige Gefangenenlager, in dem sein Sohn Arthur inhaftiert gewesen sein soll.
Die Gruppe wird auf der Zugfahrt von griechischen Soldaten angegriffen. Nur Connor und Hasan können sich retten und setzen ihren Weg fort. Als sie an einem Dorf vorbeikommen, bekommt Connor ein Gefühl, dass sich hier sein Sohn aufhält. Connor findet seinen Sohn und weiß nun auch, warum dieser nicht zurückgekehrt ist. Gepeinigt von Schuldgefühlen, seine beiden jüngeren Brüder nicht beschützt zu haben, wollte er lieber von der Heimat fort bleiben. Connor sieht, welchen Fehler er gemacht hat und nimmt die Schuld auf sich. Beide fliehen vor der herannahenden griechischen Armee nach Istanbul.
In der letzten Szene sieht man wie Ayse und Connor sich langsam näher kommen und ihre Zuneigung zueinander offener zeigen können. Ob sie ein Paar werden bleibt offen.

## Hintergrund
Die Dreharbeiten zu dem 111 Minuten langen Film fanden 2014 in Australien und der Türkei statt. Im Dezember 2014 hatte der Film in Australien und Neuseeland Premiere und avancierte zum erfolgreichsten australischen Film 2014.
2009 hatte der Drehbuchautor Andrew Anastasios nach einer Möglichkeit gesucht, die Geschehnisse um die Schlacht von Gallipoli aus einer neuen Perspektive zu erzählen. Dabei stieß er auf eine Fußnote, die auf einen unbekannten australischen Vater verwies, der in die Türkei gereist war, um das Grab seines gefallenen Sohnes zu suchen. Zusammen mit dem Fernsehproduzenten Andrew Knight entwickelten sie das Drehbuch zum Film und präsentierten es Russell Crowe. Dieser übernahm, zusammen mit Kerry Stokes und James Packer, die Regie.

## Rezeption
Der Film erhielt auf Rotten Tomatoes gemischte Kritiken mit einem Durchschnitt von 63 Prozent.
Bei den AACTA Awards 2015 erhielt der Film neun Nominierungen. Drei davon konnte er gewinnen, für den besten Film (geteilt mit Der Babadook), den besten Nebendarsteller (Yılmaz Erdoğan) und für das beste Kostümdesign (Tess Schofield).